# Hans Pfeiffer (Schriftsteller)
Hans Pfeiffer (* 22. Februar 1925 in Schweidnitz, Provinz Niederschlesien; † 27. September 1998 in Wurzen bei Leipzig) war ein deutscher Autor, Dramatiker und Erzähler.

## Leben
Hans Pfeiffer wurde 1925 als Sohn eines Werkmeisters geboren. Er beantragte am 31. Dezember 1942 die Aufnahme in die NSDAP und wurde zum 20. April 1943 aufgenommen (Mitgliedsnummer 9.391.367). Im Zweiten Weltkrieg war er Sanitätssoldat. Nach dem Krieg trat er in die KPD ein. Er wurde als sogenannter Neulehrer auf dem Land eingesetzt, nahm aber ein Studium am Schulwissenschaftlichen Institut Leipzig auf und stieg so zum Schulleiter auf. Von 1952 bis 1956 studierte er an der Karl-Marx-Universität Leipzig Philosophie, Geschichte und Literatur. Kurze Zeit arbeitete er als wissenschaftlicher Assistent an der Philosophischen Fakultät, danach war er freischaffend. Ab 1966 verdiente er seinen Lebensunterhalt als Dozent und Professor für künstlerische Lehrtätigkeit am Leipziger Institut Johannes R. Becher und wirkte nebenher als freier Schriftsteller.
Von 1968 bis 1980 war er Vorsitzender des Schriftstellerverbandes der DDR, Bezirk Leipzig, danach Vorstandsmitglied des Verbandes.
Pfeiffer verfasste Kriminalromane und populärwissenschaftliche Sammlungen rechtsmedizinischer Fälle, die im Verlag Das Neue Berlin und im Greifenverlag Rudolstadt herausgegeben wurden. Ab den 1990er Jahren wurden seine Bücher im Militzke-Verlag veröffentlicht. Pfeiffer schrieb auch historische Romane, Biografien und Hör- bzw. Fernsehspiele.

## Auszeichnungen
- Vaterländischer Verdienstorden in Gold
- Nationalpreis der DDR III. Klasse für Kunst und Literatur
- Verdienstmedaille der DDR
- Aktivist der sozialistischen Arbeit
- Ehrenmedaille zum 30. Jahrestag der Deutschen Demokratischen Republik
- Kunstpreis der Stadt Leipzig
- Theodor-Körner-Preis
- Scharnhorst-Orden
- Goldener Lorbeer des Fernsehfunks der DDR

## Werke

### Kriminalromane
- Schüsse am Hochmoor (Erzählungen), Greifenverlag, Rudolstadt (1961)
- Mordfälle aus dem neuen Pitaval Greifenverlag, Rudolstadt/DDR (1962)
- Sieben Tote brauchen einen Mörder, Vlg Das Neue Berlin, NB-R.48 (1964)
- Mord ohne Motiv, Das Neue Berlin, NB-Roman 52 (1965)
- Tote Strombahnen, Das Neue Berlin,  DIE-Reihe 182 (1974)
- Die eine Seite des Dreiecks, Das Neue Berlin, DIE-Reihe 431 (1980)
- Am Rande des Abgrunds, (DIE 160) OA  (1992)

### Rechtsmedizinische Fallsammlungen
- Die Sprache der Toten (Sachbuch) Das Neue Berlin (1968)
- Die Sprache der Toten – Ungeklärte Todesfälle auf dem Seziertisch (Sachbuch), Militzke-Verlag, OA (1993)
- Die Spuren der Toten – Die Gerichtsmedizin im Dienste der Wahrheit (Sachbuch), Das Neue Berlin (1977)
- Die Spuren der Toten – Ungeklärte Todesfälle auf dem Seziertisch (Sachbuch), Militzke-Verlag, (1994), weitgehende Neufassung des Buches von 1977 mit anderer Gliederung und weitgehend anderen Fällen
- Die Spiele der Toten – Ungeklärte Todesfälle auf dem Seziertisch (Sachbuch), Militzke-Verlag, OA (1995)
- Der Zwang zur Serie – Serienmörder ohne Maske, Militzke Verlag, OA (1996), ISBN 3-86189-729-6, S. 16–36
- Der hippokratische Verrat – Mörderische Ärzte, Militzke-Verlag, OA (1997)
- Das Spektrum der Toten Militzke-Verlag, OA (1999) postum
- Zwei Schritte in den Tod – Anwälte und Verbrechen-, Militzke-Verlag 1998
- Der (Selbst)Mord der Rosa Luxemburg – historische Phantasien-, Militzke-Verlag 1997

### Andere Bücher
- Begriff und Bild. Heines philosophische und ästhetische Ansichten (Essay) Greifenverlag, Rudolstadt/DDR (1958)
- Sperrzone (Erzählungen), Verlag der Nation (1959)
- „Die Mumie im Glassarg“ – Bemerkungen zur Kriminalliteratur (Literaturtheoretisches Werk), Greifenverlag, Rudolstadt/DDR (1961)
- Leipzig (Bildband, als Texter) (1969)
- Plädoyers (Sachbuch), Das Neue Berlin, Berlin/DDR (1970)
- Thomas Müntzer (Biograf. Roman), Verlag Neues Leben (1975)
- Phantasiemorde-Ein Streifzug durch den DDR-Kriminalroman (Literaturtheoretisches Werk), Das Neue Berlin, Berlin/DDR (1985)
- Kochrezepte für Kriminalgerichte, Das Neue Berlin OA HC (1987)
- Scharnhorst (Historischer Roman), Verlag Neues Leben (1989)
- Die Höhle von Babie Doly, Erzählung, Miltzke HC (postum, Erstveröffentlichung in ndl 12/1957) (2005)
- " Unser schönes blutiges Handwerk" (ein Charité-Roman), LKG, 1994

### Funk
- 1960: Schüsse am Hochmoor, DDR, 59 Min, 23. März 1960, Rundfunk der DDR
- 1960: Das schwedische Zündholz (nach Tschechow) Rundfunk der DDR
- 1960: Zwei Ärzte, Bearbeitung des gleichnamigen Theaterstücks von Hans Pfeiffer: Wolfgang Beck, 50 Min, 10. April 1960, Rundfunk der DDR
- 1962–1968: Die haarsträubenden Abenteuer des Detektivs Dick Dickson (Kinderhörspiel, 13 Folgen), mit Herbert Köfer, Rundfunk der DDR
- 1962: Zwiesprache, (Hörspiel) Rundfunk der DDR, 53 Min, 20. April 1962, Rundfunk der DDR
- 1962: Das andere Ufer, DDR (Kinderhörspiel)
- 1962: Salto mortale (Kriminalhörspiel) Rundfunk der DDR, 16. April 1962
- 1964: Künstlerpech, DDR (1964)
- 1965: Paragraph 51 oder Wunder müssen bezahlt werden, 58 Min, EA 27. Mai 1965, Rundfunk der DDR
- 1966: Die neuesten Abenteuer des Detektiv Dick – Der große, große Schlaf – Regie: Ingeborg Milster (Kinderhörspiel (Teil 1) – Rundfunk der DDR)
- 1968: Dort unten in Alabama – Regie: Wolfgang Brunecker (Hörspiel – Rundfunk der DDR)
- 1970: Identifizierung eines unbekannten Toten (Kriminalhörspiel über die Ermordung Theodor Lessings) Rundfunk der DDR, 48 Min, 15. Juli 1970, Rundfunk der DDR
- 1977: Salut an alle – Marx, Bearbeitung des gleichnamigen Theaterstücks von Hans Pfeiffer: Wolfgang Beck, 50 Min, 6. September  1977, Rundfunk der DDR
- 1983: Paris, noch einmal, (Hsp. mit Jürgen Holtz) Radio DDR, Regie Barbara Plensat, 50 Min, EA 13. März 1983
- 1984: Paris, noch einmal (Neuinszenierung mit Rolf Hoppe) Regie: Walter Niklaus, 50 Min, 24. November 1984, Rundfunk der DDR
- 1985: Zuversicht. Krieg und Frieden in meiner Bibliothek (Feature), Stimme der DDR 53 Min. EA 1. April 1985

### Fernsehen
- Sieben Tote suchen einen Mörder (Fernsehfilm, Fernsehen der DDR) (Drehbuch/Szenarium: Hans Pfeiffer) (1962)
- Das schwedische Zündholz (Fernsehfilm, Fernsehen der DDR) (Drehbuch/Szenarium: Hans Pfeiffer nach Tschechow) (1964)
- Die heiligen drei Könige (Fernsehfilm, Fernsehen der DDR) (Drehbuch/Szenarium: Hans Pfeiffer) (1965)
- Wem die Glocke schlägt (Fernsehfilm, Fernsehen der DDR) (Drehbuch/Szenarium: Hans Pfeiffer) (1966)
- Zeugen (Fernsehfilm, Fernsehen der DDR) (Drehbuch/Szenarium: Hans Pfeiffer) (1966)
- Zielansprache (Fernsehfilm, Fernsehen der DDR) (Drehbuch/Szenarium: Hans Pfeiffer) (1967)
- Rechnung mit Unbekannten (Fernsehfilm, Fernsehen der DDR) (Drehbuch/Szenarium: Hans Pfeiffer) (1968)
- Denn ich sah eine neue Erde (Mehrteiliger Fernsehfilm, Fernsehen der DDR) (Drehbuch/Szenarium: Hans Pfeiffer) (1970)
- Geheimprozeß Grusinius, (Kriminal-Fernsehspiel, Fernsehen der DDR) (Drehbuch/Szenarium: Hans Pfeiffer) (1974)
- Der Sandener Kindesmordprozeß (Fernsehfilm, Fernsehen der DDR) (Drehbuch/Szenarium: Hans Pfeiffer) (1974)
- Sensationsprozeß Lafarge (Fernsehfilm, Fernsehen der DDR) (Drehbuch/Szenarium: Hans Pfeiffer) (1975)
- Scharnhorst (Fünfteiliger Fernsehfilm, Fernsehen der DDR, jeweils zwischen 60 und 75 Min) (Drehbuch: Hans Pfeiffer, Regie: Wolf-Dieter Panse) EA 3. November 1978 (wöchentlich) DDR1 (1978)
- Marx und Engels-Stationen ihres Lebens (Fernsehserie, Fernsehen der DDR, 11 Teile, jeweils zwischen 43 und 51 Min) (Drehbuch: Hans Pfeiffer, Wolfgang Böttner, Gerhard Mackat, Günter Marquardt, Werner Cassbaum, Jörg Mischek, Regie: Michael Knof, Celino Bleiweiß) (1979/1980)
- Das Komplott (Fernsehfilm, Fernsehen der DDR, 86 Min) (Drehbuch: Hans Pfeiffer, Regie: Wolf-Dieter Panse) EA 27. Oktober 1979 DDR2 (1979)
- CLAUSEWITZ – Lebensbild eines preussischen Generals (Fernsehfilm, Fernsehen der DDR, 90 Min) (Drehbuch: Hans Pfeiffer, Regie: Wolf-Dieter Panse) EA 27. Mai 1980 DDR1 (1980)
- BERÜHMTE ÄRZTE DER CHARITE-Chirurgus Johann Paul Schroth (Fernsehfilm, Fernsehen der DDR, 96 Min) (Drehbuch: Hans Pfeiffer, Regie: Peter Deutsch) EA 22. März 1981 DDR1 (1981)
- Karl Marx – Die jungen Jahre (Siebenteilige Fernsehreihe, Fernsehen der DDR, je 60 Min) (Drehbuch: Anatoli Grebnew, Boris Dobrodejew, Lew Kulidschanow, Hans Pfeiffer, Regie: Lew Kalidshinow) EA 20. Januar – 3. Februar 1981 DDR1 (1981)
- Kopf und Herz (Fernsehfilm, Fernsehen der DDR, 70 Min) (Drehbuch: Hans Pfeiffer, Regie: Edgar Kaufmann) EA 10. April 1983 DDR1 (1983)
- Das Interview (Fernsehfilm, Fernsehen der DDR, 50 Min) (Drehbuch: Hans Pfeiffer und Erich Selbmann, Regie: Michael Knof) EA 5. Mai 1983 DDR1 (1983)
- Bebel und Bismarck (Dreiteiliger Fernsehfilm, Fernsehen der DDR, je 85 Min) (Drehbuch: Hans Pfeiffer, Regie: Wolf-Dieter Panse) EA 14. – 20. Januar 1987 DDR1 (1987)
- Ich, Thomas Müntzer, Sichel Gottes (Fernsehfilm, Fernsehen der DDR) (Drehbuch/Szenarium: Hans Pfeiffer) (1989)

### Theater
- Nachtlogis, Altenburg (1955)
- Ein Abschied (Einakter), Leipzig (1957)
- Hamlet in Heidelberg (Schauspiel), Leipzig (1958)
- Laternenfest (Schauspiel) Ringuraufführung von 10 Bühnen (1958)
- Zwei Ärzte (Schauspiel), Leipzig (1959)
- Die dritte Schicht (Schauspiel), Eisleben (1960)
- Schuld sind die anderen (Schauspiel), Leipzig (1961)
- Begegnung mit Herkules (Komödie), Leipzig (1965)
- Münchhausen auf Artemis (Komödie, mit G. Kaltofen), Leipzig (1971)
- Kleine Gärten (Schwank, Mitautor), Berlin (1971)
- Salut an alle. Marx (Dokumentarstück, mit G. Kaltofen), Berlin (1976)
- Heines letzte Liebe (Dokumentarstück, mit G. Kaltofen), Berlin (1977)